# Deer Lake (Washington)
Der Deer Lake ist ein See im King County im US-Bundesstaat Washington. Er befindet sich unweit vom Oberlauf des Taylor River. Das Wasser fließt über eine kurze Strecke zum nahe gelegenen Snoqualmie Lake ab.
Der See ist über eine Wanderung von etwa einer Meile (1,6 km) vom Snoqualmie Lake aus zu erreichen. Deer Lake und Bear Lake, die eigentliche Quelle des Taylor River, nicht weit stromauf gelegen, haben dieselbe Größe.
Der Zufluss vom weiter oberhalb gelegenen Bear Lake stürzt kurz vor Erreichen des Deer Lake über einen kleinen Wasserfall. Kurz unterhalb des Abflusses befindet sich eine lange Kaskade, die einen Großteil des Weges zum Snoqualmie Lake einnimmt.